# John Torode

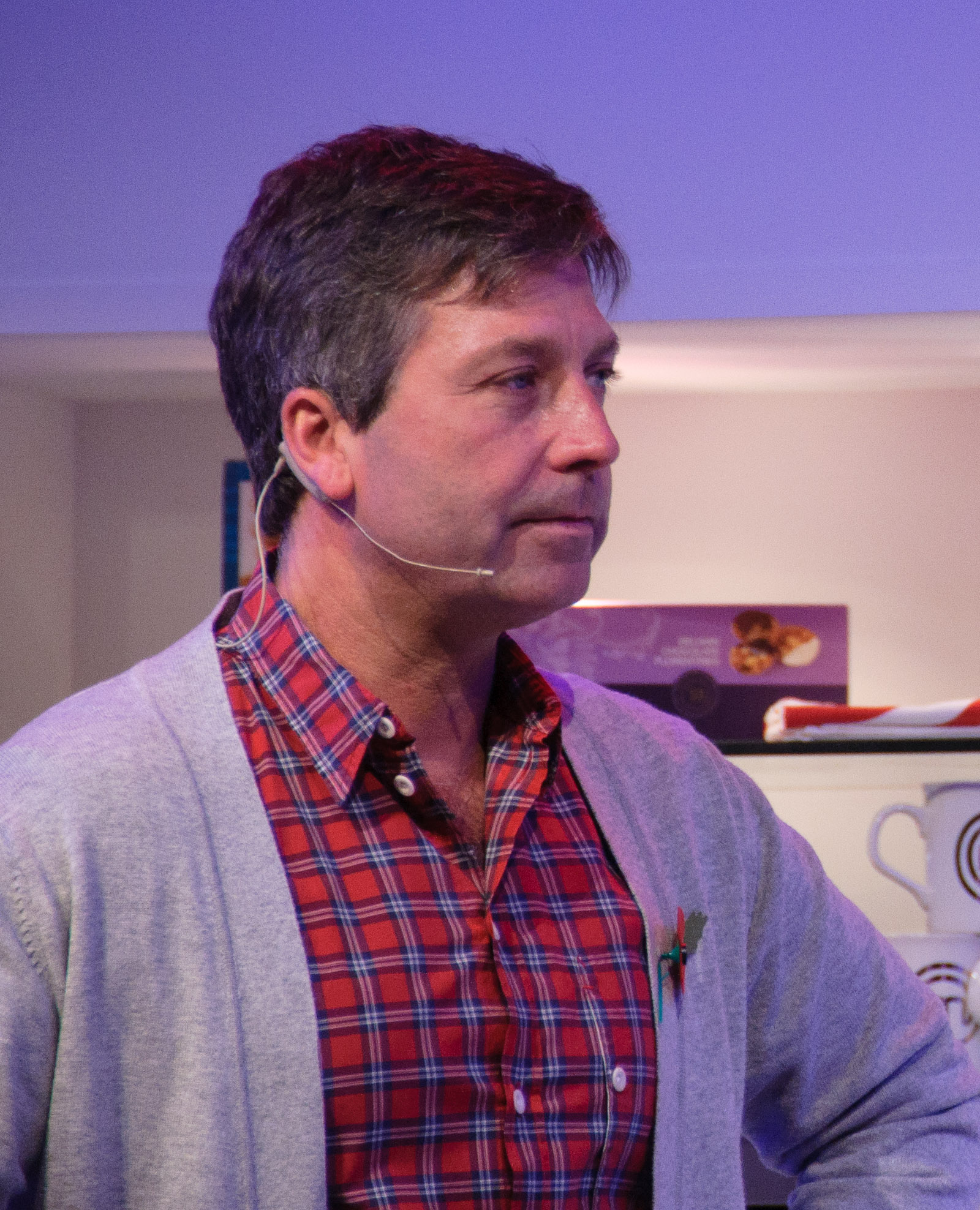
John Torode

John Torode (* 23. Juli 1965 in Melbourne, Australien) ist ein australischer Fernsehkoch und Autor.

## Leben
Torode begann mit 16 Jahren seine Kochkarriere und wurde durch seine Kochshowauftritte in  A Cook Abroad, Masterchef Goes Large und Celebrity Masterchef bekannt.

## Filmografie
- 2007–2018: Loose Women
- 2009–2018: The One Show
- 2006–2017: Celebrity Masterchef
- 2017: Good Morning Britain
- 2017: Further Back in Time for Dinner
- 2016: The Muslim Pound
- 2016: Too Much TV
- 2016: Room 101
- 2005–2015: Masterchef Goes Large
- 2015: A Cook Abroad
- 2014: Junior MasterChef
- 2014: Sunday Brunch
- 2013: What's Cooking? From the Sainsbury's Kitchen
- 2012: Great British Food Revival
- 2012: Celebrity Antiques Road Trip
- 2011: John Bishop's Britain
- 2011: Have I Got News for You
- 2006–2011: Breakfast
- 2011: Have I Got News for You
- 2010: Breakfast
- 2010: The Big Fat Quiz of the Year
- 2008–2010: The Apprentice: You're Fired!
- 2010: Ask Rhod Gilbert
- 2010: The 5 O’Clock Show
- 2009–2010: MasterChef Australia
- 2010: Sport Relief 2010
- 2006–2009: Saturday Kitchen
- 2006–2009: The Wright Stuff
- 2008: The New British Kitchen
- 2007: The Heaven and Earth Show
- 2007: Richard & Judy
- 2007: Masterchef: What the Winners Did Next
- 1999: This Morning
- 1997: Masterchef

## Bibliografie
- John Torode, Sarah Francis, Terence Conran, James Murphy, Diana Miller: The Mezzo Cookbook. Conran Octopus, London 1997, ISBN 978-1-85029-922-6.
- John Torode: Relax – It's Only Food. Quadrille, London 1999, ISBN 978-1-902757-16-2.
- John Torode: Torode's Thai Trip. Granada Media, London 1999, ISBN 978-0-233-99649-3.
- John Torode: MasterChef Goes Large. Ebury, London 2005, ISBN 978-0-09-190557-6.
- John Torode: Good Mood Food. Quadrille, London 2007, ISBN 978-1-84400-448-5.
- John Torode: John Torode's Beef. Quadrille, London 2008, ISBN 978-1-84400-623-6.
- John Torode: John Torode's Chicken and Other Birds. Quadrille, London 2009, ISBN 978-1-84400-715-8.
- John Torode: Everyday MasterChef. Dorling Kindersley, London 2011, ISBN 978-1-4053-9435-2.
- John Torode, Wallace, Gregg: MasterChef Kitchen Bible. Dorling Kindersley, London 2011, ISBN 978-1-4053-9417-8.
- John Torode: My Kind of Food. Headline Publishing Group, London 2015, ISBN 978-1-4722-2585-6.